# Xu Xiaoxi
Xu Xiaoxi (chino simplificado: 徐小溪,  Chengdu, Sichuan, China, 18 de noviembre de 1981) es un director de cine y guionista chino. Pertenece a una generación de cineastas asiáticos que estudian y reciben influencias a través de experiencias en países occidentales. Desde 2010 codirige todas sus películas junto al español Roberto F. Canuto, con quien fundó la productora “Almost Red Productions ”.

## Trayectoria
Xu Xiaoxi nació en Chengdu, Sichuan, China. Recibió influencias audiovisuales desde la infancia, ya que su padre era cinematógrafo en aquellos tiempos. Le regaló una cámara de vídeo cuando sólo tenía 8 años y recuerda inventar historias y grabarlas con sus amigos. Al terminar sus estudios de secundara, se traslada a Sudáfrica para licenciarse en Bellas Artes en la “Nelson Mandela Metropolitan University” de Port Elizabeth. Xiaoxi estudiaría dibujo, pintura, fotografía y video arte. En su proyecto de fin de carrera “The Fluxus of ID, un homenaje a Maya Daren”, usó imágenes de vídeo para expresar la percepción de la identidad cultural en un mundo globalizado. En el 2006 recibió su licenciatura.
Xiaoxi se matricula en 2008 en un Master en Dirección de Cine (MFA) en la Escuela de Cine de Nueva York, en su sede de los Estudios Universal (Hollywood). Dirigió varios cortometrajes en formato celuloide y digital y colabora en muchos otros, principalmente como Director de fotografía (el más notorio fue Toto Forever, siendo nominado por su Escuela en los “Kodak Cinematography Scholarship Awards”. Se graduó en 2009 con el largometraje Desire Street, codirigido con Roberto F. Canuto.
A partir del 2009 sus películas se exhiben en el circuito de festivales de cine. Sus dos proyectos de graduación se convirtieron en las películas más notorias: Mei Mei y Desire Street] Esta última recibiría premios a Mejor Película en el "9o Festival de Cine Asturiano" (España) y Mención Especial a Mejor Película en el "Festival Internacional de Cine Mix México", 2011.
Andrea Centazzo compuso las partituras de todas sus películas.
De vuelta en China, Xu Xiaoxi y Roberto F. Canuto fundan su propia productora, “Almost Red Productions”, donde alternan los proyectos narrativos de ficción con trabajos de publicidad. En 2013 estrenaron el cortometraje de producción china y española “Ni Jing: No Robarás”, consiguiendo el premio a la Mejor Película (Festival Internacional de Cine de Saginaw Riverside, Míchigan, EE. UU.), Mejor Actriz -Sherry Xia Ruihong- y Segundo Premio a Cortometraje (Festival de Cine Asturiano, España), junto con otras nominaciones y proyecciones internacionales. “Almost Red Productions”, entre otros trabajos, colabora con organizaciones sin ánimo de lucro, como “Concentric Círcles”, compañía que intenta mejorar el sistema de salud en zonas rurales necesitadas de China.
En agosto del 2014, el Museo de Arte Contemporáneo A4 de Sichuan (China) dedicó una exposición a los directores, Xu Xiaoxi y Roberto F. Canuto titulada ID/EGO. En ella se exhibieron por primera vez en China varias de sus obras junto a material de los rodajes, fotos y videos con la música de sus películas. Resultó un gran éxito de público.